# Frédéric Guilbert
Frédéric Guilbert, né le 24 décembre 1994 à Valognes, est un footballeur français qui évolue au poste de défenseur à l'US Lecce.

## Biographie
Frédéric Guilbert commence le football à l'âge de six ans dans le club de sa ville puis rejoint à douze ans le centre de formation du SM Caen où il n'est pas conservé à la fin de la saison 2012-2013,. Il rejoint alors l'AS Cherbourg en CFA où il s'impose comme titulaire et dispute trente rencontre pour un but inscrit.
L'année suivante, il intègre les Girondins de Bordeaux où il évolue en début de saison en équipe réserve. Il fait ses débuts en équipe première le 5 avril 2015 lors d'une victoire deux buts à un face au RC Lens. Il entre en jeu à la 79e minute de la rencontre en remplacement de Thomas Touré. Il signe son premier contrat professionnel d'une durée de deux ans en mai 2015 et intègre par la même occasion l'Équipe de France Espoirs.
Il est titulaire lors de la saison 2015-2016 des Girondins. D'abord au poste d'arrière droit, il termine le championnat en tant que défenseur central.
Lors de la saison suivante, il n'entre pas dans les plans du nouvel entraîneur Jocelyn Gourvennec. Il est prêté en octobre 2016 au Stade Malherbe Caen, son club formateur. Titulaire indiscutable au poste de latéral droit, il aide le club à obtenir un maintien difficile en Ligue 1.
Il est définitivement transféré au SM Caen le 28 juillet 2017. Il y paraphe un contrat de quatre ans. Il marque son premier but en Ligue 1 contre Strasbourg le 4 mars 2018 (victoire 2-0).
Le 31 janvier 2019, Guilbert s'engage avec Aston Villa. Il termine cependant la saison au SM Caen sous forme de prêt.
Le 23 août 2019, il joue sa première rencontre avec Aston Villa en étant titularisé lors de la troisième journée de Premier League contre Everton (victoire 2-0). Le 27 août suivant, il inscrit son premier but sous le maillot du club anglais à l'occasion d'une rencontre de Coupe de la Ligue anglaise face à Crewe Alexandra (victoire 1-6). Au terme des 29 premières journées de championnat, avant qu'il ne soit suspendu à cause de la pandémie de Covid-19, il a pris part à 23 rencontres, en débutant 21. À la reprise des compétitions, il voit Ezri Konsa et Ahmed el-Mohammadi lui être préférés sur le flanc droit de la défense, il ne participe alors qu'à deux rencontres sur la dernière partie de saison.
Échouant à trouver un point de chute lors du mercato estival, il est le troisième choix de Dean Smith au poste d'arrière droit où lui sont préférés el-Mohammadi et la recrue Matty Cash. Il ne prend part qu'à deux rencontres de Coupe de la Ligue anglaise au cours de la première partie de la saison 2020-2021. Le 31 janvier 2021, il est prêté au RC Strasbourg jusqu'au terme de la saison. Il y pallie le départ de Kenny Lala vers l'Olympiakos. Il est titularisé en Ligue 1 pour la première fois le 14 février 2021 à l'occasion du derby contre le FC Metz lors de la 25ème journée. Frédéric Guilbert réalise une bonne performance en réalisant une passe décisive pour Adrien Thomasson sur le deuxième but strasbourgeois. Les Alsaciens remportent la rencontre sur le score de 1-2. Guilbert participe à quatorze matchs au cours de la seconde partie de saison 2020-2021.
Le 31 août 2021, Guilbert est de nouveau prêté au RC Strasbourg, cette fois pour une durée d'une saison.
Il s'engage définitivement avec Strasbourg en janvier 2023, Aston Villa l'ayant libéré alors qu'il lui restait 6 mois de contrat.

## Statistiques
| Saison                | Club                  | Championnat           | Championnat | Championnat | Championnat | Coupe nationale | Coupe nationale | Coupe nationale | Coupe de la Ligue | Coupe de la Ligue | Coupe de la Ligue | Compétition(s) continentale(s) | Compétition(s) continentale(s) | Compétition(s) continentale(s) | Compétition(s) continentale(s) | Total | Total | Total |
| Saison                | Club                  | Division              | M.          | B.          | P.d.        | M.              | B.              | P.d.            | M.                | B.                | P.d.              | Comp.                          | M.                             | B.                             | P.d.                           | M.    | B.    | P.d.  |
| 2013-2014             | AS Cherbourg          | CFA                   | 29          | 1           | 0           | 1               | 0               | 0               | -                 | -                 | -                 | -                              | -                              | -                              | -                              | 30    | 1     | 0     |
| Sous-total            | Sous-total            | Sous-total            | 29          | 1           | 0           | 1               | 0               | 0               | -                 | -                 | -                 | -                              | -                              | -                              | -                              | 30    | 1     | 0     |
| 2014-2015             | Girondins de Bordeaux | Ligue 1               | 3           | 0           | 0           | -               | -               | -               | -                 | -                 | -                 | -                              | -                              | -                              | -                              | 3     | 0     | 0     |
| 2015-2016             | Girondins de Bordeaux | Ligue 1               | 30          | 0           | 0           | 1               | 0               | 0               | 3                 | 0                 | 0                 | C3                             | 6                              | 0                              | 1                              | 40    | 0     | 1     |
| 2016-2017             | Girondins de Bordeaux | Ligue 1               | 3           | 0           | 0           | -               | -               | -               | -                 | -                 | -                 | -                              | -                              | -                              | -                              | 3     | 0     | 0     |
| Sous-total            | Sous-total            | Sous-total            | 36          | 0           | 0           | 1               | 0               | 0               | 3                 | 0                 | 0                 | -                              | 6                              | 0                              | 1                              | 46    | 0     | 1     |
| 2016-2017             | SM Caen (prêt)        | Ligue 1               | 23          | 0           | 1           | 2               | 0               | 0               | 1                 | 0                 | 0                 | -                              | -                              | -                              | -                              | 26    | 0     | 1     |
| 2017-2018             | SM Caen               | Ligue 1               | 36          | 1           | 3           | 4               | 0               | 0               | 2                 | 0                 | 0                 | -                              | -                              | -                              | -                              | 42    | 1     | 3     |
| 2018-2019             | SM Caen               | Ligue 1               | 34          | 1           | 2           | 3               | 0               | 0               | 1                 | 0                 | 0                 | -                              | -                              | -                              | -                              | 38    | 1     | 2     |
| Sous-total            | Sous-total            | Sous-total            | 93          | 2           | 6           | 9               | 0               | 0               | 4                 | 0                 | 0                 | -                              | -                              | -                              | -                              | 106   | 2     | 6     |
| 2019-2020             | Aston Villa           | Premier League        | 25          | 0           | 2           | -               | -               | -               | 4                 | 2                 | 0                 | -                              | -                              | -                              | -                              | 29    | 2     | 2     |
| 2020-2021             | Aston Villa           | Premier League        | -           | -           | -           | -               | -               | -               | 2                 | 0                 | 0                 | -                              | -                              | -                              | -                              | 2     | 0     | 0     |
| 2021-2022             | Aston Villa           | Premier League        | -           | -           | -           | -               | -               | -               | 1                 | 1                 | 1                 | -                              | -                              | -                              | -                              | 1     | 1     | 1     |
| 2022-2023             | Aston Villa           | Premier League        | -           | -           | -           | -               | -               | -               | -                 | -                 | -                 | -                              | -                              | -                              | -                              | 0     | 0     | 0     |
| Sous-total            | Sous-total            | Sous-total            | 25          | 0           | 2           | -               | -               | -               | 7                 | 3                 | 1                 | -                              | -                              | -                              | -                              | 32    | 3     | 3     |
| 2020-2021             | RC Strasbourg (prêt)  | Ligue 1               | 13          | 1           | 2           | 1               | 0               | 0               | -                 | -                 | -                 | -                              | -                              | -                              | -                              | 14    | 1     | 2     |
| 2021-2022             | RC Strasbourg (prêt)  | Ligue 1               | 33          | 0           | 4           | 2               | 0               | 0               | -                 | -                 | -                 | -                              | -                              | -                              | -                              | 35    | 0     | 4     |
| 2022-2023             | RC Strasbourg         | Ligue 1               | 18          | 0           | 1           | -               | -               | -               | -                 | -                 | -                 | -                              | -                              | -                              | -                              | 18    | 0     | 1     |
| 2023-2024             | RC Strasbourg         | Ligue 1               | 32          | 2           | 0           | 4               | 0               | 0               | -                 | -                 | -                 | -                              | -                              | -                              | -                              | 36    | 2     | 0     |
| Sous-total            | Sous-total            | Sous-total            | 96          | 3           | 7           | 7               | 0               | 0               | -                 | -                 | -                 | -                              | -                              | -                              | -                              | 103   | 3     | 7     |
| 2024-2025             | US Lecce              | Serie A               | 18          | 0           | 0           | 1               | 0               | 0               | -                 | -                 | -                 | -                              | -                              | -                              | -                              | 19    | 0     | 0     |
| Sous-total            | Sous-total            | Sous-total            | 18          | 0           | 0           | 1               | 0               | 0               | -                 | -                 | -                 | -                              | -                              | -                              | -                              | 19    | 0     | 0     |
| Total sur la carrière | Total sur la carrière | Total sur la carrière | 297         | 6           | 15          | 15              | 0               | 0               | 18                | 3                 | 1                 | -                              | 6                              | 0                              | 1                              | 336   | 9     | 17    |

## Palmarès

### En club
- Aston Villa
  - Finaliste de la Coupe de la Ligue anglaise en 2020.